# 2011東北角海洋三鐵暨獨木舟越野國際挑戰賽
海洋三鐵，為臺灣一項參考 「三項全能」運動之精神所设立的多項運動競賽賽事，特別針對臺灣東北角地區海岸特色將其延續至海岸及海上，組合 海泳 + 沙灘跑步 + 海上獨木舟划行 等三項運動, 成為一項新型態的「雙人組海岸運動競賽」。 

## 歷史
- 2010年民間賽事舉辦單位「中華民國休閒獨木舟協會」為響應政府「海洋運動教育及推廣」政策及為提升全民水域休閒運動風氣，而籌劃。[1]
- 2011年於臺灣當地成立並首屆舉辦的一項「雙人組海岸運動競賽」賽事。

## 賽事

### 2011年/臺灣（首屆）

#### 報名
- 報名日期：即日起至2011年5月20日，各組名額有限，報名額滿即停止受理該組報名[]。 
  - 2011年5月23日臺灣「東北角暨宜蘭海岸國家風景區」網站訊息[2] : 「2011東北角海洋三鐵暨獨木舟越野國際挑戰賽」 延長報名至5月31日止，請趕快報名，除延長報名期限外，獨木舟越野項目也增設「公開男女混合組」、「休閒男女混合組」，讓情侶檔、夫妻檔可以一同報名參賽，並為參賽者量身打造「獨木舟好手訓練班」[3]，讓參賽者先行增進獨木舟技術與熟悉場地，進行賽前模擬訓練。

- 報名資格：
  - 1. 不限國籍，對獨木舟有興趣者，包含大專學生、老師、社會青壯年、一般民眾...等。
  - 2. 未滿20歲需附家長或監護人簽名同意書。
  - 3. 獨木舟相關專長之選手定義為輕艇（皮划艇）、龍舟、西式划船等運動項目，一律報名菁英組。
  - 4. 報名獨木舟越野菁英組及公開組選手須提供海洋獨木舟經驗證明文件，例如:相關活動或賽事之參與證明及照片等。

- 報名費用：請參酌官方網站[4]/活動資訊 /報名辦法 /報名費用。

#### 競賽日期
- 原定計畫：2011年6月11日（星期六）～2011年6月12日（星期日）
- 實際執行：2011年6月11日（星期六）海洋三鐵項目選手報到及選手之夜。
- 2011年6月12日（星期日）举行海洋三鐵項目及獨木舟越野項目所有賽程。[5]
- 實際參賽：總計160隊，315人參賽；選手裡其中有外國選手共11國計19位人員參賽。[6]

#### 競賽場域
- 主舞台：龍門獨木舟基地。
- 比賽場地：
- 海洋三鐵：
  - 海泳：福隆沙灘前海域。
  - 沙灘跑步：龍門基地至鹽寮紀念公園之間。
  - 獨木舟：鹽寮海域至卯澳灣之間。

- 獨木舟越野：
  - 休閒組：雙溪河（水流平穩，適合獨木舟經驗不多的生手報名參加）[7]。

#### 競賽距離與時限
海洋三鐵
| 組別 | 項目       | 賽程距離 | 檢查點時限 | 合計      | 總時限 |
| ---- | ---------- | -------- | ---------- | --------- | ------ |
| 全程 | 海泳       | 1.5公里  | 第60分鐘   | 22.5公里  | 4.5時  |
| 全程 | 沙灘跑     | 6.0公里  | 第120分鐘  | 22.5公里  | 4.5時  |
| 全程 | 海洋獨木舟 | 15.0公里 | 第270分鐘  | 22.5公里  | 4.5時  |
| 半程 | 海泳       | 0.75公里 | 第30分鐘   | 14.75公里 | 3.0時  |
| 半程 | 沙灘跑     | 6.0公里  | 第90分鐘   | 14.75公里 | 3.0時  |
| 半程 | 海洋獨木舟 | 8.0公里  | 第180分鐘  | 14.75公里 | 3.0時  |

獨木舟越野
| 組別   | 項目       | 賽程距離 | 檢查點時限                                    | 合計     | 總時限 |
| ------ | ---------- | -------- | --------------------------------------------- | -------- | ------ |
| 菁英組 | 獨木舟越野 | 20.0公里 | 鹽寮：第70分鐘 福隆：第90分鐘 卯澳：第150分鐘 | 20.0公里 | 3.5時  |
| 公開組 | 獨木舟越野 | 15.0公里 | 第一圈完成至福隆 檢查點：第90分鐘             | 15.0公里 | 3.0時  |
| 休閒組 | 獨木舟越野 | 3.0公里  | 計時賽                                        | 3.0公里  | 計時賽 |

#### 競賽資格判定
海洋三鐵
| 主組別 | 副組別 | 名額          | 備註 |
| ------ | ------ | ------------- | --- |
| 全程組 | 菁英組 | 20隊 （40人） | 1.同隊中如有一名為獨木舟相關專長選手，則一律報名菁英組。 2.半程組同隊中如有一名為女性，則一律報名混合組。 3.報名海洋三鐵競賽需提供海洋獨木舟經驗證明文件， ---例如：相關活動或賽事之參與證明及照片...等。 |
| 全程組 | 公開組 | 20隊 （40人） | 1.同隊中如有一名為獨木舟相關專長選手，則一律報名菁英組。 2.半程組同隊中如有一名為女性，則一律報名混合組。 3.報名海洋三鐵競賽需提供海洋獨木舟經驗證明文件， ---例如：相關活動或賽事之參與證明及照片...等。 |
| 半程組 | 男子組 | 20隊 （40人） | 1.同隊中如有一名為獨木舟相關專長選手，則一律報名菁英組。 2.半程組同隊中如有一名為女性，則一律報名混合組。 3.報名海洋三鐵競賽需提供海洋獨木舟經驗證明文件， ---例如：相關活動或賽事之參與證明及照片...等。 |
| 半程組 | 混合組 | 10隊 （20人） | 1.同隊中如有一名為獨木舟相關專長選手，則一律報名菁英組。 2.半程組同隊中如有一名為女性，則一律報名混合組。 3.報名海洋三鐵競賽需提供海洋獨木舟經驗證明文件， ---例如：相關活動或賽事之參與證明及照片...等。 |

海洋獨木舟
| 主組別 | 副組別 | 名額          | 備註 |
| ------ | ------ | ------------- | --- |
| 菁英組 | 雙人組 | 30隊 （60人） | 1.同隊中如有一名為獨木舟相關專長選手，則一律報名菁英組。 2.同隊中如有一名為男性，則一律報名男子組。 3.自帶艇一律報名菁英組。 4.報名菁英組與公開組需提供海洋獨木舟經驗證明文件， ---例如：相關活動或賽事之參與證明及照片...等。 |
| 菁英組 | 單人組 | 30隊 （30人） | 1.同隊中如有一名為獨木舟相關專長選手，則一律報名菁英組。 2.同隊中如有一名為男性，則一律報名男子組。 3.自帶艇一律報名菁英組。 4.報名菁英組與公開組需提供海洋獨木舟經驗證明文件， ---例如：相關活動或賽事之參與證明及照片...等。 |
| 公開組 | 男子組 | 15隊 （30人） | 1.同隊中如有一名為獨木舟相關專長選手，則一律報名菁英組。 2.同隊中如有一名為男性，則一律報名男子組。 3.自帶艇一律報名菁英組。 4.報名菁英組與公開組需提供海洋獨木舟經驗證明文件， ---例如：相關活動或賽事之參與證明及照片...等。 |
| 公開組 | 女子組 | 15隊 （30人） | 1.同隊中如有一名為獨木舟相關專長選手，則一律報名菁英組。 2.同隊中如有一名為男性，則一律報名男子組。 3.自帶艇一律報名菁英組。 4.報名菁英組與公開組需提供海洋獨木舟經驗證明文件， ---例如：相關活動或賽事之參與證明及照片...等。 |
| 休閒組 | 男子組 | 45隊 （90人） | 1.同隊中如有一名為獨木舟相關專長選手，則一律報名菁英組。 2.同隊中如有一名為男性，則一律報名男子組。 3.自帶艇一律報名菁英組。 4.報名菁英組與公開組需提供海洋獨木舟經驗證明文件， ---例如：相關活動或賽事之參與證明及照片...等。 |
| 休閒組 | 女子組 | 45隊 （90人） | 1.同隊中如有一名為獨木舟相關專長選手，則一律報名菁英組。 2.同隊中如有一名為男性，則一律報名男子組。 3.自帶艇一律報名菁英組。 4.報名菁英組與公開組需提供海洋獨木舟經驗證明文件， ---例如：相關活動或賽事之參與證明及照片...等。 |

- 【號外】獨木舟越野項目公開組及休閒組增設「混合組」! New additional group for kayak marathon! 2011/5/12.

#### 比賽名次與相關獎勵
海洋三鐵
| 競技別 | 組別   | 名次   | 選手                  | 競賽成績    | 獎勵                  |
| ------ | ------ | ------ | --------------------- | ----------- | --------------------- |
| 全程   | 菁英組 | 第一名 | 謝承恩、邱懷諄        | 2時35分40秒 | 10,000元獎金+獎牌一面 |
| 全程   | 菁英組 | 第二名 | 楊峻榮、張嘉仁        | 3時02分22秒 | 5,000元獎金+獎牌一面  |
| 全程   | 菁英組 | 第三名 | 蕭宇廷、謝秉勳        | 3時05分13秒 | 3,000元獎金+獎牌一面  |
| 全程   | 公開組 | 第一名 | 江晏慶、陳仲仁        | 2時45分14秒 | 10,000元獎金+獎牌一面 |
| 全程   | 公開組 | 第二名 | 徐國峰、曾翊豪        | 2時47分25秒 | 5,000元獎金+獎牌一面  |
| 全程   | 公開組 | 第三名 | 賴曉春、東野遼一      | 2時49分42秒 | 3,000元獎金+獎牌一面  |
| 半程   | 男子組 | 第一名 | 宋俊傑、陳韋志        | 2時06分58秒 | 5,000元獎金+獎牌一面  |
| 半程   | 男子組 | 第二名 | 謝明達、簡昌榆        | 2時14分37秒 | 3,000元獎金+獎牌一面  |
| 半程   | 男子組 | 第三名 | 孟繁琥、蔡坤樺        | 2時20分54秒 | 2,000元獎金+獎牌一面  |
| 半程   | 混合組 | 第一名 | 曾奕穎、汪旖文        | 2時03分41秒 | 5,000元獎金+獎牌一面  |
| 半程   | 混合組 | 第二名 | R.Hui、R.Rezek        | 2時03分58秒 | 3,000元獎金+獎牌一面  |
| 半程   | 混合組 | 第三名 | AP.Raqvel、P.McDonnel | 2時17分41秒 | 2,000元獎金+獎牌一面  |

獨木舟越野
| 競技別 | 組別   | 名次      | 選手           | 競賽成績     | 獎勵                       |
| ------ | ------ | --------- | -------------- | ------------ | -------------------------- |
| 菁英組 | 雙人組 | 第一名    | 從缺           | 0時0分0秒    | 5,000元之等值商品+獎牌一面 |
| 菁英組 | 雙人組 | 第二名    | 從缺           | 0時0分0秒    | 3,000元之等值商品+獎牌一面 |
| 菁英組 | 雙人組 | 第三名    | 從缺           | 0時0分0秒    | 2,000元之等值商品+獎牌一面 |
| 菁英組 | 單人組 | 第一名    | 王字宇         | 1時27分32秒  | 5,000元之等值商品+獎牌一面 |
| 菁英組 | 單人組 | 第二名    | 吳士良         | 1時30分09秒  | 3,000元之等值商品+獎牌一面 |
| 菁英組 | 單人組 | 第三名    | 劉韋辰         | 1時33分10秒  | 2,000元之等值商品+獎牌一面 |
| 公開組 | 男子組 | 第一名    | 沈宏諳、沈宏勳 | 1時42分15秒  | 3,000元之等值商品+獎牌一面 |
| 公開組 | 男子組 | 第二名    | 黃光輝、楊明賢 | 1時 43分00秒 | 2,000元之等值商品+獎牌一面 |
| 公開組 | 男子組 | 第三名    | 李文宗、林家興 | 1時43分41秒  | 1,000元之等值商品+獎牌一面 |
| 公開組 | 女子組 | 第一名    | 從缺           | 0時0分0秒    | 3,000元之等值商品+獎牌一面 |
| 公開組 | 女子組 | 第二名    | 從缺           | 0時0分0秒    | 2,000元之等值商品+獎牌一面 |
| 公開組 | 女子組 | 第三名    | 從缺           | 0時0分0秒    | 1,000元之等值商品+獎牌一面 |
| 公開組 | 混合組 | 第一名    | 孫崇實、楊昀真 | 1時51分57秒  | 3,000元之等值商品+獎牌一面 |
| 公開組 | 混合組 | 第二名    | 羅雅文、姚孟佑 | 1時59分46秒  | 2,000元之等值商品+獎牌一面 |
| 公開組 | 混合組 | 第三名    | 陳絹能、陳仕育 | 2時00分52秒  | 1,000元之等值商品+獎牌一面 |
| 休閒組 | 男子組 | 第一名    | 莊復賢、劉幸豪 | 0時26分58秒  | 1,500元之等值商品+獎牌一面 |
| 休閒組 | 男子組 | 第二名    | 彭毅、呂宗熹   | 0時27分20秒  | 1,000元之等值商品+獎牌一面 |
| 休閒組 | 男子組 | 第三名    | 陳孝夫、張哲豪 | 0時27分30秒  | 500元之等值商品+獎牌一面   |
| 休閒組 | 男子組 | 第四~八名 | 無紀錄         | 0時0分0秒    | 獎牌一面                   |
| 休閒組 | 女子組 | 第一名    | 呂佳穎、廖苡帆 | 0時30分48秒  | 1,500元之等值商品+獎牌一面 |
| 休閒組 | 女子組 | 第二名    | 錢澐、三浦球子 | 0時32分41 秒 | 1,000元之等值商品+獎牌一面 |
| 休閒組 | 女子組 | 第三名    | 廖醇子、黃婕如 | 0時33分30秒  | 500元之等值商品+獎牌一面   |
| 休閒組 | 女子組 | 第四~八名 | 無紀錄         | 0時0分0秒    | 獎牌一面                   |
| 休閒組 | 混合組 | 第一名    | 謝錦松、謝汶   | 0時25分39秒  | 1,500元之等值商品+獎牌一面 |
| 休閒組 | 混合組 | 第二名    | 曾英君、曾雅欣 | 0時26分02 秒 | 1,000元之等值商品+獎牌一面 |
| 休閒組 | 混合組 | 第三名    | 侯彥廷、王靖雯 | 0時26分20秒  | 500元之等值商品+獎牌一面   |
| 休閒組 | 混合組 | 第四~八名 | 無紀錄         | 0時0分0秒    | 獎牌一面                   |

- 「參加獎」：贊助商提供 MERRELL精美紀念衫、EQUINOX萬用隨身袋、 O’NELL商品折價券，凡報名參賽皆可獲得。
- "完賽證明"[]製作發放。
  - "海洋三鐵項目"（页面存档备份，存于）
  - "獨木舟越野項目"（页面存档备份，存于）

## 外部連結
- 2011東北角海洋三鐵暨獨木舟越野國際挑戰賽（页面存档备份，存于） /官方（F.B）網站，東北角海洋三鐵暨獨木舟越野國際挑戰賽/觀光旅遊局/新北市政府。
- 2011東北角海洋三鐵暨獨木舟越野國際挑戰賽 臺灣獨木舟推廣協會 2011/3/16 13:54
- 東北角海洋三鐵暨獨木舟越野國際挑戰賽（页面存档备份，存于） 比賽即日起受理報名至5月20日/6月12日於東北角福隆海域登場/關子嶺旅遊網 引述/
- 2011東北角海洋三鐵暨獨木舟越野國際挑戰賽 延長報名至5/31 /2011/5/23.[]/東北角暨宜蘭海岸國家風景區（页面存档备份，存于）.

- 海洋三鐵登場 獨木舟最具挑戰 劉麗榮/新北市/中央社 2011/6/12 14:26
- 東北角鐵人三項比賽　吸引315人參賽[]俞肇福/新北市/自由電子報 2011/6/12 13:20.
- 海洋三鐵賽 160隊 東北角競技 俞肇福/新北市 自由時報 2011/6/13.
- 海洋三鐵登場[] Yahoo奇摩新聞 引述/新北訊/臺灣新生報Archive.today的存檔，存档日期2012-11-28 2011/6/13.
- 11國315位獨木舟好手 氣勢高昂齊聚福隆 東北角暨宜蘭海岸國家風景區 2011/6/13 10:03.